# Ермлер Фрідріх Маркович
Ермлер Фрідріх Маркович (справжнє ім'я Володимир Маркович Бреслав; * 1 травня (13 травня) 1898, місто Режица (тепер Резекне, Латвія  — † 12 липня 1967, селище Комарово) — радянський режисер, сценарист, народний артист СРСР (1948), лауреат чотирьох Сталінських премій. Батько радянського диригента Марка Ермлера.

## З життєпису
Член КПРС з 1919. У роки Громадянської війни служив у Червоній Армії, в органах ЧК. У 1923—1924 навчався на акторському відділенні Ленінградського інституту екранного мистецтва. З 1924 працював на кінофабриці «Севзапкіно» (нині «Ленфільм»). У 1926 з Е. Ю. Іогансоном поставив фільм «Катька — паперовий ранет». Найзначніша робота Ермлера у 1920-ті рр.. — «Уламок імперії» (1929). У 1929 — 1931 навчався у Кіноакадемії. У 1932 (з C. Й. Юткевичем) брав участь у створенні одного з перших радянських звукових фільмів «Зустрічний» (музика Д. Д. Шостаковича). У 1930-ті рр.. поставив фільм «Селяни» (1935, грамота Міжнародного кінофестивалю в Москві) і фільм «Великий громадянин», присвячений пам'яті С. М. Кірова (1938—1939; Сталінська премія, 1941). У роки Великої Вітчизняної війни Ермлер створив глибоко драматичний твір, присвячений партизанському руху — фільм «Вона захищає Батьківщину» (1943; Сталінська премія, 1946); на матеріалі подій Сталінградської битви — фільм «Великий перелом» (1946, Сталінська премія, Велика національна премія Міжнародного кінофестивалю в Канні). У 1951 — Сталінська премія за фільм «Велика сила». Радянській інтелігенції присвячується перший кольоровий фільм Ермлера «Незакінчена повість» (1955). Особливе місце у творчості Ермлера зайняв історико-документальний фільм «Перед судом історії» (1965), поставлений як інтерв'ю з колишнім емігрантом В. В. Шульгіним. Ермлер  — співавтор ряду сценаріїв своїх фільмів.
Нагороджений орденом Леніна, орденом Трудового Червоного Прапора, а також медалями.
Похований на кладовищі в селищі Комарово Ленінградської області. На будинку, де в 1930—1962 жив Ермлер (Кіровський проспект, 55), — меморіальна дошка.